# 小牧市市民菜園
小牧市市民菜園（こまきししみんさいえん）とは、愛知県小牧市南西部にある市営の菜園である。

## 概要
市民からの要請により、1971年（昭和46年）頃に開設された。岩倉市との境に位置し、西側を流れる巾下川の対岸が岩倉市となる。施設内は約15m2ほどの区画が163設けられており、水道や駐車場が整備されている他、管理小屋には様々な農具が置いてあり誰でも使うことができる。

## 歴史
- 1971年（昭和46年） - 開設

## 所在地
- 愛知県小牧市藤島町2丁目 藤島団地内

## 交通手段
- こまき巡回バスの「藤島団地」停留所または「藤島」停留所下車、徒歩で約5分。

## 周辺
- 藤島ポンプ場
- 巾下川
- 境川
- 岩倉市立南部中学校
- 神明神社
- 賢林寺